# Villa Gazzotti

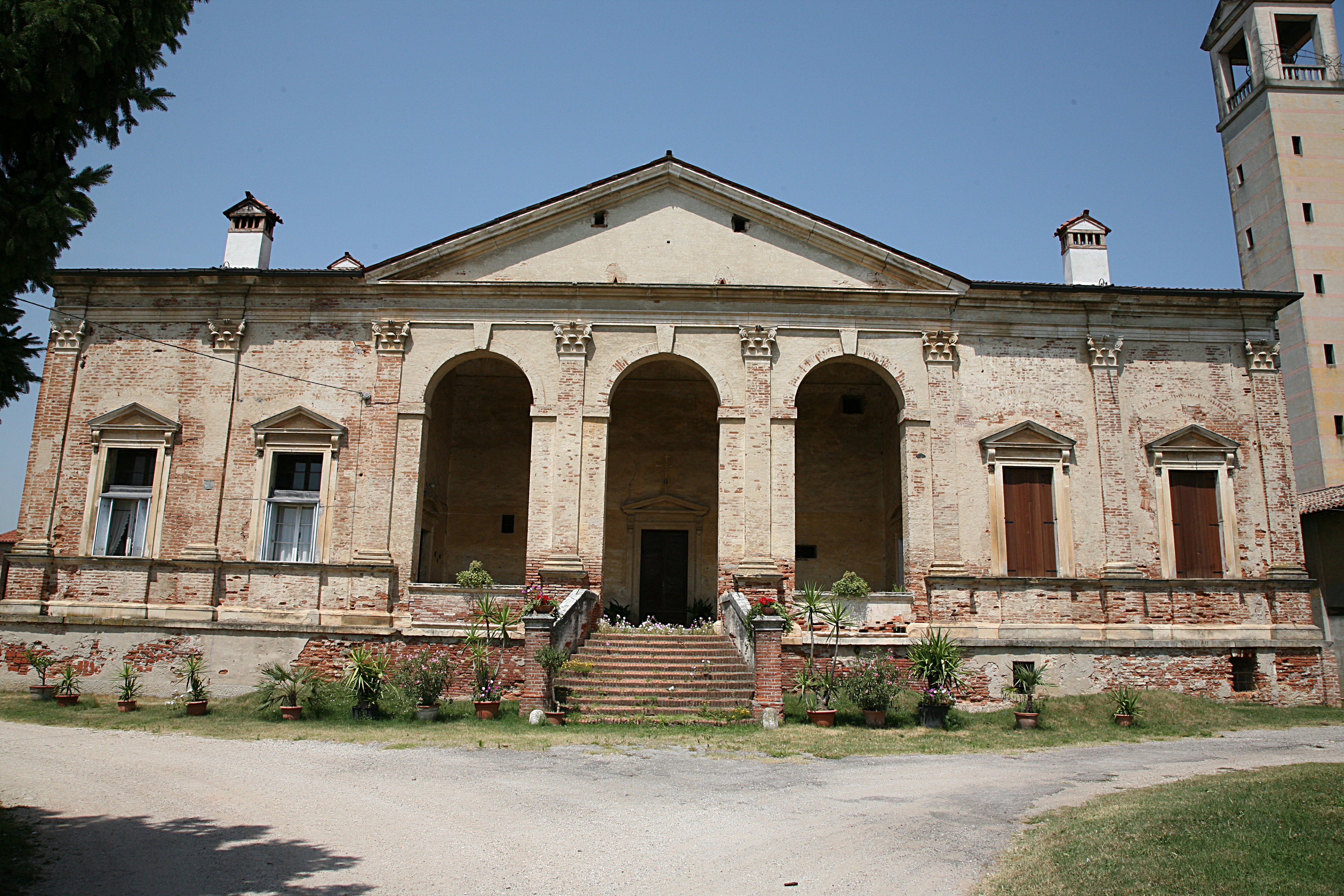
Villa Gazzotti (2007)

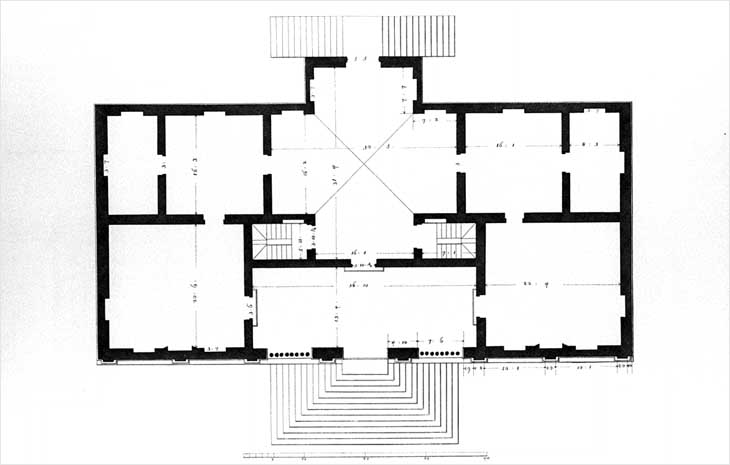
Grundriss (Ottavio Bertotti Scamozzi, 1778)

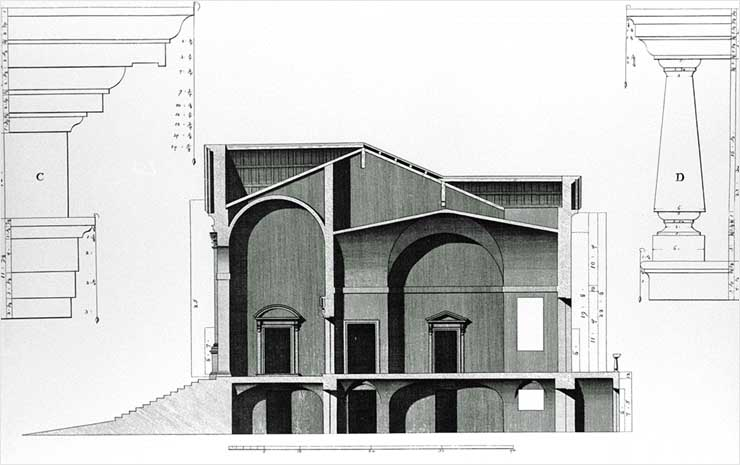
Schnitt (Ottavio Bertotti Scamozzi, 1778)

Die Villa Gazzotti in Bertesina in der Provinz Vicenza der Region Venetien wurde von Andrea Palladio zwischen 1542 und 1543 für Taddeo Gazzotti entworfen. Dieser musste die Villa 1550 aber wegen wirtschaftlicher Schwierigkeiten an Girolamo Grimani verkaufen, der sich um die Vollendung des Baus kümmerte.

## Architektur
Der Hauptbau besteht aus einem klar umgrenzten Quader mit einer dreifachen Arkade in der Mitte der Fassade. Die Arkade nimmt die gesamte Geschosshöhe des eingeschossigen Baus ein und wird von einem Dreiecksgiebel bekrönt. Ursprünglich war eine breit angelegte Freitreppe geplant. Die schmale Treppe, die aktuell zur Loggia führt, ist ein später zu datierender Zusatz.
Der Baukörper ruht auf einem Sockel, der durch ein umlaufendes Gesimsband abgegrenzt ist und die Villa hervorhebt. Die gesamte Fassade ist durch korinthische Kolossalpilaster gegliedert, die eine schmucklose Gebälkzone tragen. Die rechteckigen Fenster tragen einen von Konsolen gestützten Dreiecksgiebel, werden durch Randleisten eingerahmt und werden durch ein Sohlbankgesims miteinander verbunden, welches sich in den Basen der Pilaster verkröpft.
Die Villa Gazzotti zeigt eine für Palladio andere Behandlung der Wandfläche. Statt geschlossenen Eckrisaliten und einer wehrhaften Kastellarchitektur, wird die Wand durch eine offene Loggia, hervortretende Pilaster und Fenster plastisch gegliedert, sodass ein ausgeprägtes Wandrelief entsteht. Trotzdem weist die Villa über den Fenstern noch glatte und unbearbeitete Wandflächen auf.

## Galerie

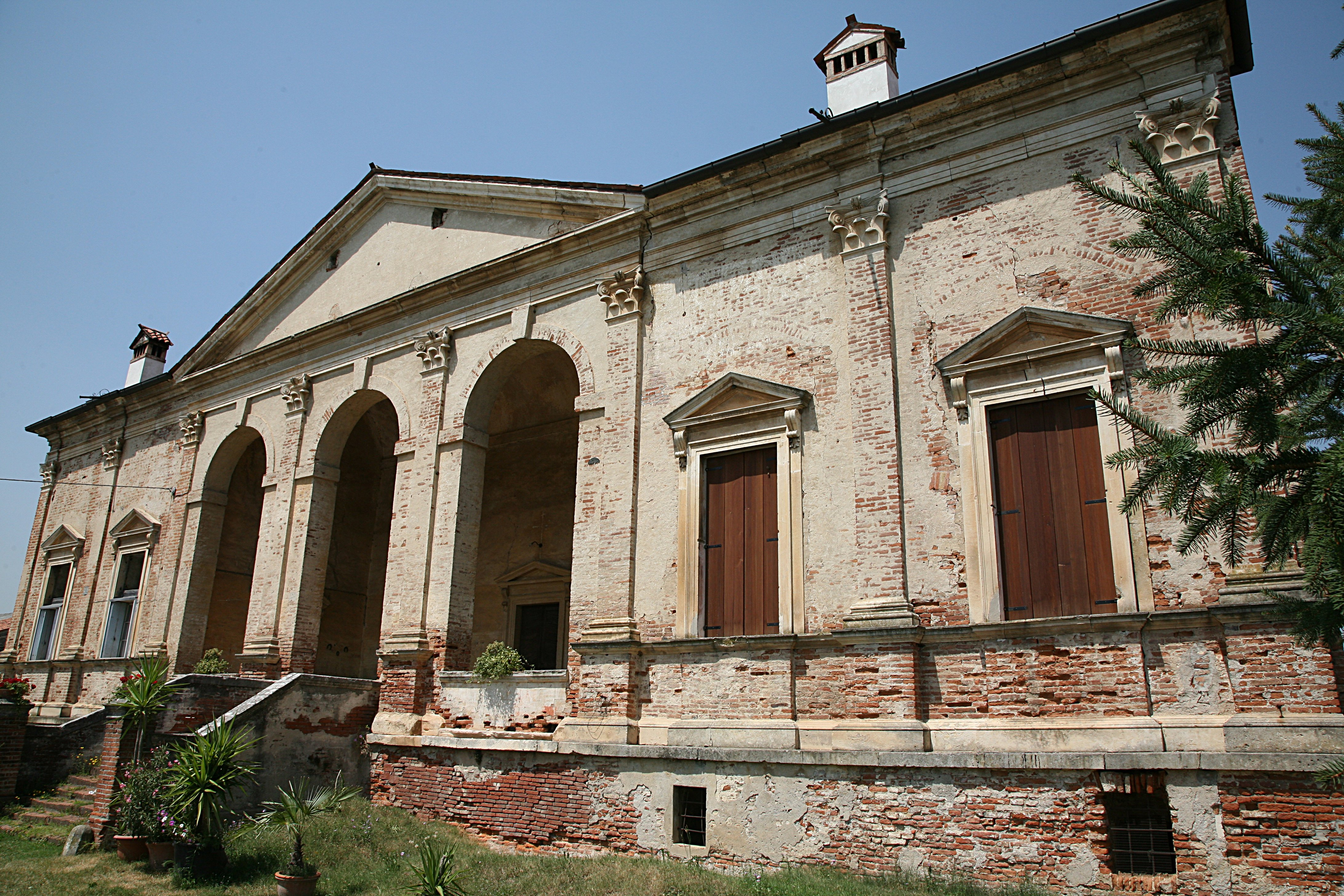
Ansicht der Fassade
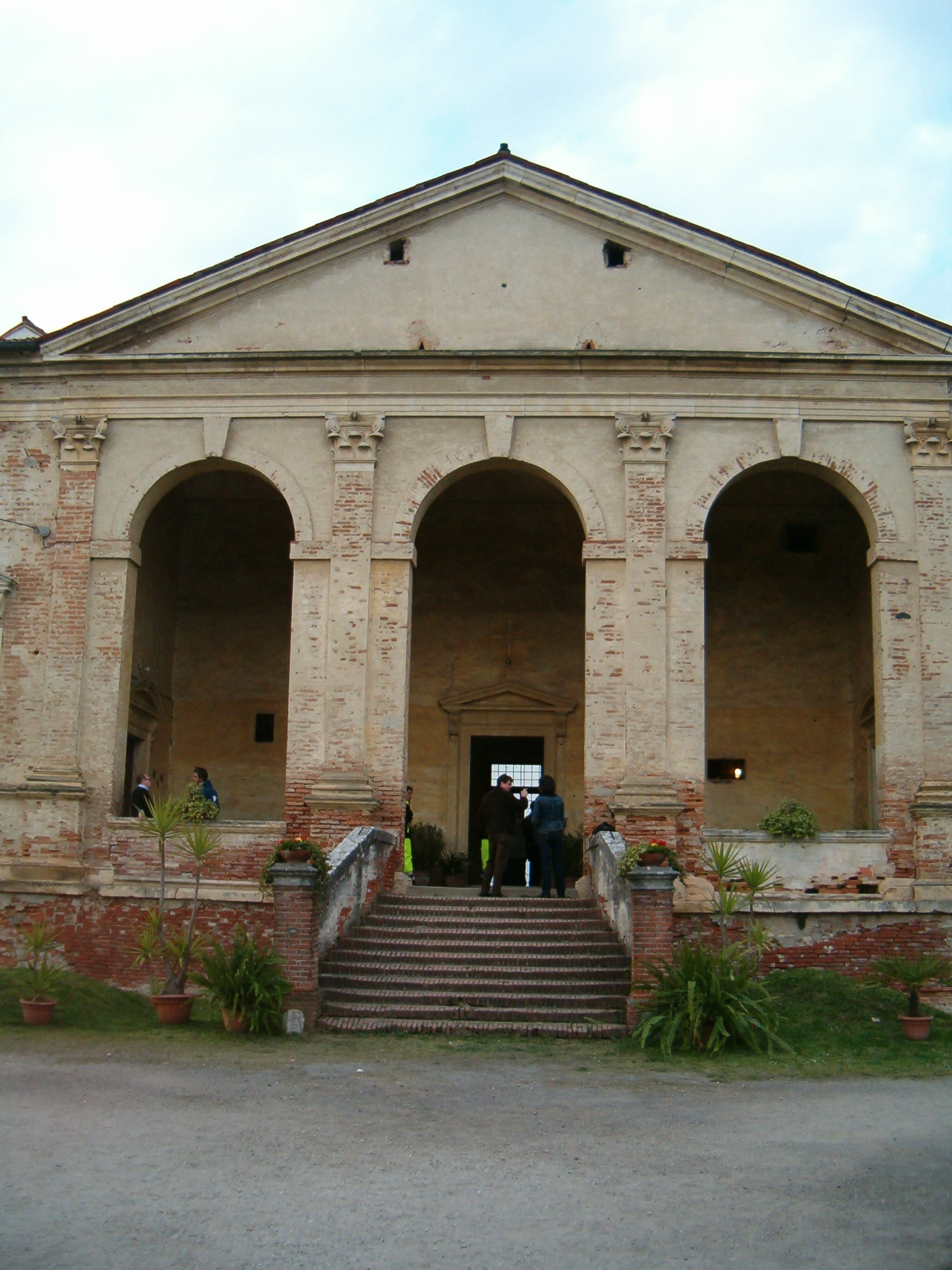
Ansicht der Eingangsloggia
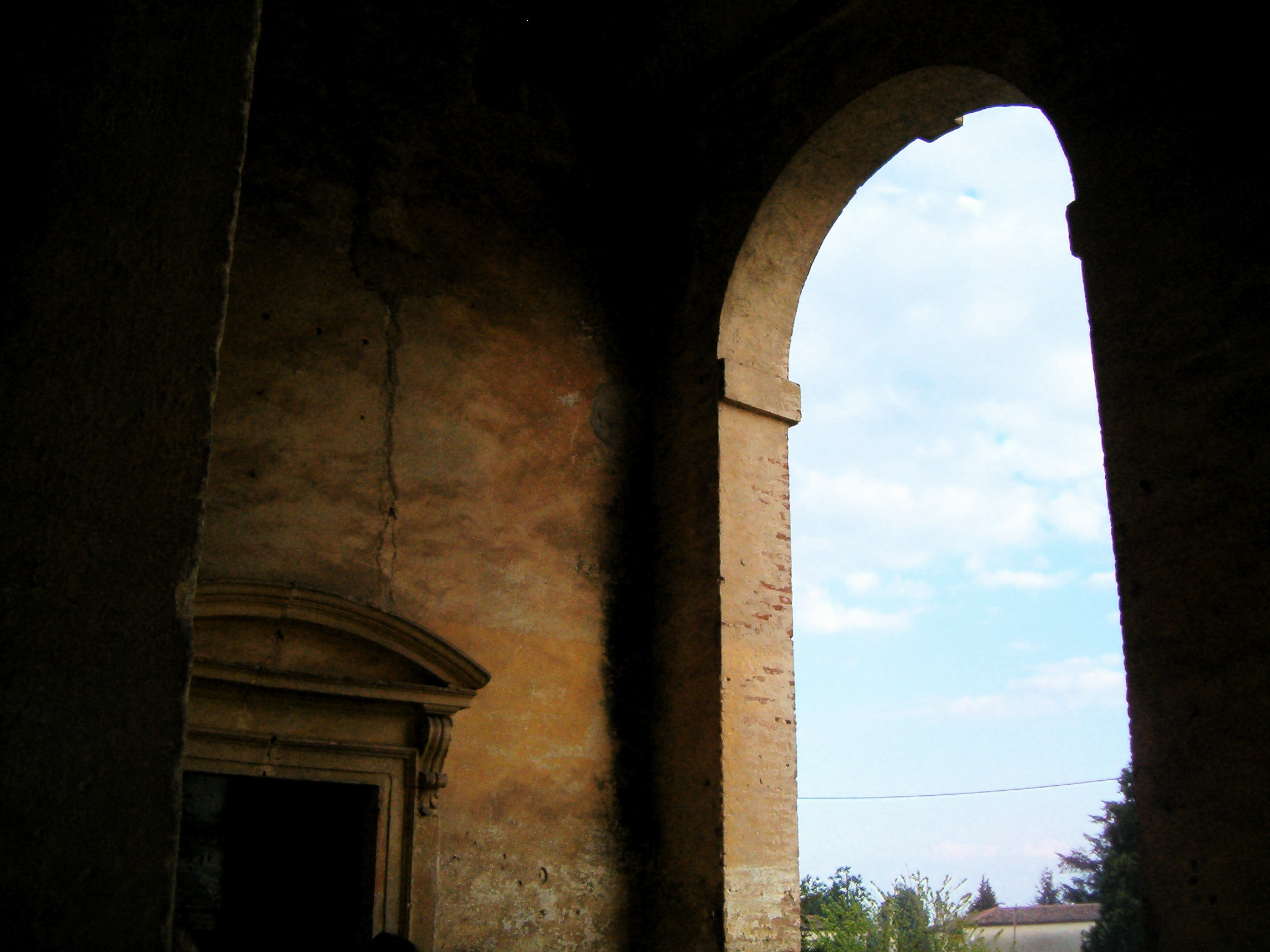
Loggia
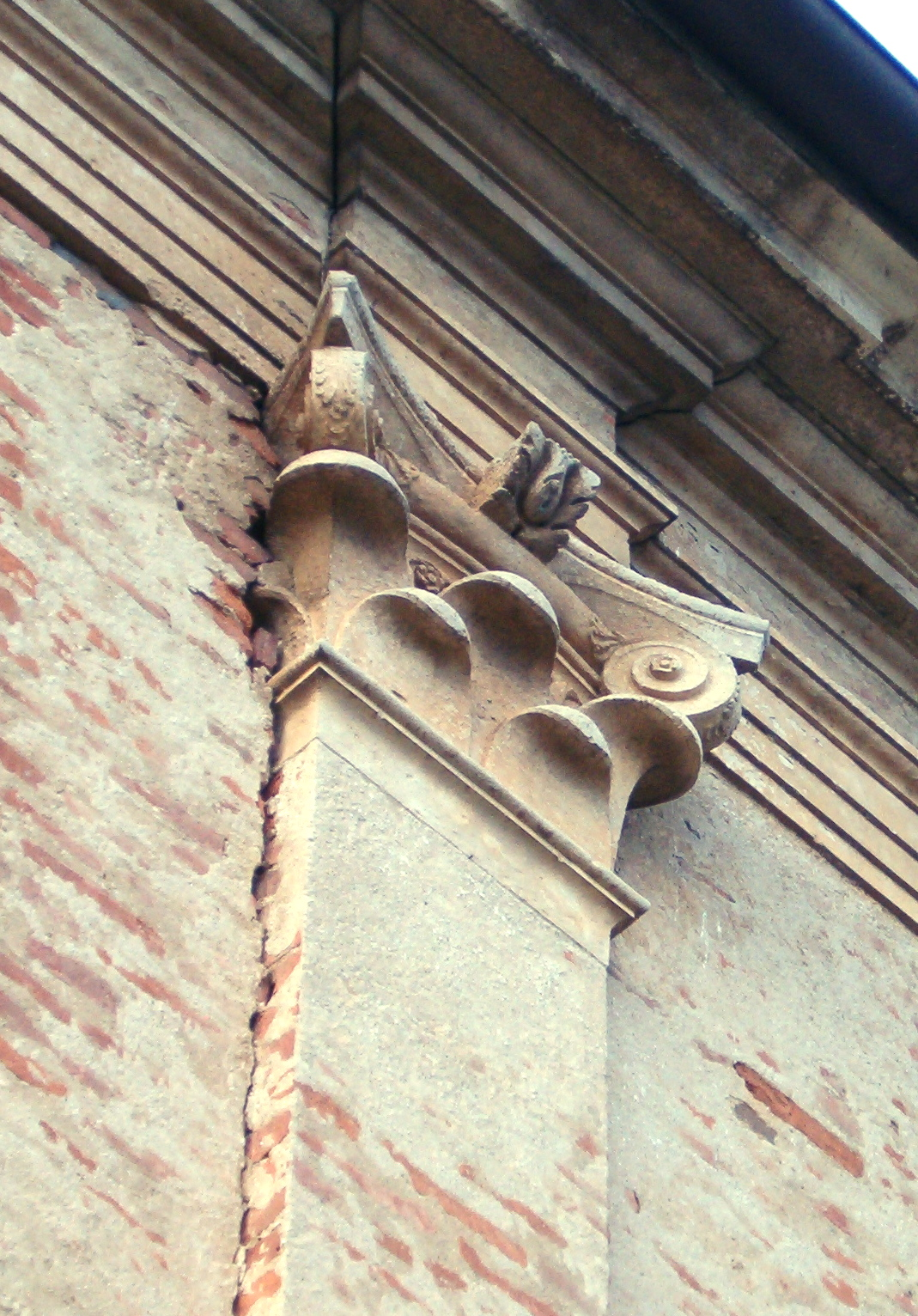
Detail eines Kompositkapitells